# Riyad al-Maliki
Riyad al-Maliki (en árabe: رياض المالكي) (Tulkarem, 1955) es un ingeniero, profesor universitario y político palestino, exministro de Información, portavoz del Gobierno, y actual ministro de Asuntos Exteriores de la Autoridad Nacional Palestina.

## Biografía
Obtuvo una licenciatura en Ingeniería Civil en la Pontificia Universidad Javeriana en Colombia en 1978 y un doctorado en Ingeniería Civil en la Universidad Americana.
Se desempeñó como profesor de la Universidad de Birzeit y fue miembro destacado del Frente Popular para la Liberación de Palestina. Fue jefe y fundador de Panorama, el «Centro Palestino para la diseminación de la Democracia y el Desarrollo de la Comunidad», una organización no gubernamental activa en la sociedad civil palestina. Trabajó en el departamento de ingeniería de la Universidad de Birzeit en 1978 y se convirtió en Jefe del Departamento de Ingeniería Civil de la Universidad. Fue galardonado con el Premio de la Paz Europea en 2000 en Copenhague y el Premio de la Paz Italiano (Lombardi) en 2005. Es coordinador del Programa Árabe para apoyar y desarrollar la democracia, que es una alianza de más de 12 instituciones de la sociedad civil. También ha sido profesor visitante en varias universidades europeas.
En 2007, al-Maliki fue uno de los tres ministros del gobierno que investigó las circunstancias de los palestinos que quedaron varados en el lado egipcio de la frontera a lo largo de la Franja de Gaza, ya que el único paso fronterizo disponible para ellos era controlado por Israel y se temía el arresto de los civiles.
En 2011 se firmó un Tratado de Libre Comercio entre el Mercosur y Palestina, ante la presencia de los cancilleres y presidentes del organismo regional y el ministro de al-Maliki.